# Villette-d’Anthon
Villette-d’Anthon ist eine französische Gemeinde mit 5240 Einwohnern (Stand 1. Januar 2022) im Département Isère in der Region Auvergne-Rhône-Alpes. Die Gemeinde gehört zum Kanton Charvieu-Chavagneux im Arrondissement La Tour-du-Pin.

## Geografie
Die Gemeinde liegt im äußersten Nordwesten des Départements Isère. Villette-d’Anthon liegt an der Rhône, nahe der Ainmündung.

## Geschichte
Nach der Eroberung Galliens ließ Julius Cäsar entlang der Rhône Militärposten errichten.
Die Region war von mehreren Eroberungen geprägt. Zunächst war das Gebiet Besitz der Allobroger, die im 1. und 2. Jahrhundert vor Christus hier lebten. Im Weiler Asnières findet sich noch heute ein keltischer Grabhügel. Danach folgten die Herrschaften der Burgunden, der Merowinger, der Karolinger und erneut eine burgundische Herrschaft. Dann ging das Gebiet in den Besitz des Heiligen Römischen Reiches über, ehe es an die Dauphiné und schließlich ans Königreich Frankreich überging. Im 17. Jahrhundert gab es nur einige Häuser rund um die Kirche. Die religiöse Geschichte hängt eng mit der von Chavanoz zusammen, da der dortige Priester auch Priester der Kirche Saint Martin de Villette war. Außerdem gab es in Mons und Asnières jeweils eine Kapelle. Im Ortsteil Sous l’Église finden sich des Weiteren die Überreste einer alten Kirche.
Der Ort war – nicht nur dem Namen nach – stark an die Festungsstadt Anthon gebunden. Dank seiner ausgezeichneten Lage in der Nähe der Métropole de Lyon war das Dorf nicht von der Landflucht betroffen. Seit 1998 gibt es im Ort einen Verein, der sich für die Wiederentdeckung des kulturellen Erbes einsetzt.

## Bevölkerung

### Bevölkerungsentwicklung
| Jahr                       | 1962 | 1968 | 1975 | 1982 | 1990 | 1999 | 2007 | 2018 |
| Einwohner                  | 646  | 861  | 1334 | 2711 | 3534 | 3906 | 4143 | 5035 |
| Quellen: Cassini und INSEE |      |      |      |      |      |      |      |      |

### Altersstruktur
30 % der Bevölkerung sind 19 Jahre alt oder jünger. 4 % der Bevölkerung sind 75 Jahre alt oder älter.